# La donna che non si deve amare
La donna che non si deve amare (Waterloo Bridge) è un melodramma bellico del 1931 diretto da James Whale.
La pellicola è la prima trasposizione cinematografica dell'omonimo dramma teatrale di Robert E. Sherwood del 1930 e non deve essere confusa con il più famoso film della Metro Goldwyn Mayer Il ponte di Waterloo con Vivien Leigh e Robert Taylor.
Rispetto a quest'ultima pellicola, la prima è più coerente al soggetto teatrale e in esso la protagonista Myra conosce Roy quando è già diventata una prostituta da due anni insieme alla sua amica Kitty.

## Trama
Myra, una giovane londinese che si prostituisce sul ponte di Waterloo, conosce e si innamora del giovane soldato americano in licenza Roy, mentre soccorrono una povera anziana durante un duro bombardamento dei tedeschi. È così che, dopo aver scampato il pericolo, i due trascorrono delle ore liete nel modesto appartamento della ragazza dove però vengono disturbati dalla padrona di casa che reclama gli affitti arretrati. È così che Roy scopre che la ragazza è in condizioni molto critiche e cerca di offrirle del denaro per pagare l'affitto ma questa si offende e lo caccia di casa, ma poco dopo la lite lo raggiunge nuovamente e i due fanno pace. È allora che il diciannovenne Roy si rende conto di essersi innamorato perdutamente della ragazza e le dona dei fiori ed un vestitino rosa che Myra gli aveva detto di sognare tanto. È così che deciso a fare sul serio, Roy convince la ragazza a fare visita alla sua famiglia in campagna, dove li aspettano la madre Mary, la sorella Janet, ed il padre il maggiore Fred Wetherby. La ragazza viene accolta a braccia aperte e, sentendosi in dovere di essere sincera, confessa alla madre di Roy di essere una prostituta. Il mattino successivo la famiglia del ragazzo si comporta normalmente e Myra capisce che la donna ha mantenuto il segreto rivelatole, ma la ragazza non sopportando di vivere in quella menzogna abbandona la casa e fugge con un treno verso Londra.
Confuso per il comportamento di Myra, Roy fa ritorno nel suo appartamento londinese ma non riesce a trovarla, ma viene a sapere dalla sua padrona di casa la realtà sulla ragazza, cosa che però non gli fa cambiare sentimenti su di lei. Tuttavia Myra riesce a non rendersi reperibile fino a quando Roy non deve partire con il suo reggimento che si radunerà proprio sullo stesso ponte dove i due si sono conosciuti. Non riuscendo a resistere Myra va a salutare Roy e gli promette di aspettarlo per sposarlo al suo ritorno. Con questa promessa vedrà il suo amato partire ma poco dopo un raid aereo di uno Zeppelin tedesco la ucciderà facendola morire sul ponte di Waterloo dove la sua breve ma intensa storia era iniziata.

## Produzione
Il dramma di Sherwood, su cui si basa la sceneggiatura del film, andò in scena al Fulton Theatre di Broadway il 6 gennaio 1930.
Il film, prodotto dalla Universal Pictures, venne girato dal 23 maggio al 26 giugno 1931, con alcune riprese in aggiunta girate in luglio. Le scene ambientate nella casa di Wetherby, furono girate a Pasadena.

## Distribuzione
Il copyright del film, richiesto dalla Universal Pictures Corp., fu registrato il 24 agosto 1931 con il numero LP2428. Distribuito dall'Universal Pictures, il film uscì nelle sale statunitensi il 4 settembre 1931 con il titolo originale Waterloo Bridge.